# Carolin Hingst
Carolin Hingst (ur. 18 września 1980 w Donauwörth) – niemiecka lekkoatletka specjalizująca się w skoku o tyczce, olimpijka.
Uczestniczyła w wielu ważnych zawodach jak np. Mistrzostwa Świata w 2001 w Edmonton (10. miejsce), Mistrzostwa świata w 2005 w Helsinkach (10. miejsce) oraz na Igrzyskach Olimpijskich w 2004 w Atenach (odpadła w eliminacjach), na następnych Igrzyskach (Pekin 2008) uplasowała się na 6. pozycji. Podczas Superligi Pucharu Europy (Florencja 2005) zajęła 2. miejsce.
Największy sukces odniosła 24 lutego 2005 roku w Madrycie podczas Halowych Mistrzostw Świata w 2005 - zajęła tam 4. miejsce. Jej rekord życiowy w hali wynosi 4,70 m (2007), na stadionie najlepszy wynik Hingst to 4,72 m (2010).